# Суперкубок Європи 1986
Суперкубок Європи 1986 — міжнародний футбольний матч між володарем Кубка європейських чемпіонів 1985—1986 бухарестською «Стяуа» і володарем Кубка володарів кубків УЄФА 1985—1986 київським «Динамо» для визначення найсильнішої клубної команди континенту, володаря Суперкубка Європи. 
Оскільки з політичних причин не вдалося узгодити дати й місця традиційного для цього турніру на той час двоматчевого протистояння, команди-учасниці домовилися про проведення єдиного матчу на нейтральному полі, місцем якого УЄФА визначила Монако.
Гра відбулася на стадіоні Луї II 24 лютого 1987 року. Долю поєдинку визначив гол, забитий зі штрафного майбутньою зіркою румунського футболу Георге Хаджі під завісу першого тайму гри, що приніс мінімальну перемогу з рахунком 1:0 румунській команді.

## Команди
| Команда       | Кваліфікація                                      | Попередні участі |
| ------------- | ------------------------------------------------- | ---------------- |
| Динамо (Київ) | переможець Кубка володарів кубків 1985—1986       | 1975             |
| Стяуа         | переможець Кубка європейських чемпіонів 1985—1986 | —                |

* жирним позначено переможні роки.

## Матч
| 24 лютого 1987 |

| «Стяуа» (Бухарест) | 1:0 | «Динамо» (Київ) |
| ------------------ | --- | --------------- |
| Георге Хаджі 44'   |     |                 |

| Луї II, Монако Глядачів: 8456 Арбітр: Луїджі Аньйолін |

| «Стяуа» (Бухарест) | «Динамо» (Київ) |

| ВР               | 1  | Думітру Стингачу  |  |     |
| ЗХ               | 2  | Штефан Йован      |  |     |
| ЗХ               | 4  | Адріан Бумбеску   |  |     |
| ЗХ               | 6  | Міодраг Белодедич |  |     |
| ЗХ               | 3  | Іліє Барбулеску   |  |     |
| ЗХ               | 8  | Лучіан Балан      |  |     |
| ПЗ               | 5  | Тудорел Стойка    |  |     |
| ПЗ               | 11 | Ласло Белені      |  |     |
| ПЗ               | 10 | Георге Хаджі      |  | 84' |
| НП               | 7  | Маріус Лекетуш    |  | 89' |
| НП               | 9  | Віктор Піцурке    |  |     |
| Запасні:         |    |                   |  |     |
| НП               | 16 | Гаврил Балінт     |  | 84' |
| ЗХ               | 14 | Михай Маджару     |  | 89' |
| Головний тренер: |    |                   |  |     |
| Ангел Йорденеску |    |                   |  |     |

| ВР                   | 1  | Віктор Чанов         |  |     |
| ЗХ                   | 8  | Анатолій Дем'яненко  |  |     |
| ЗХ                   | 5  | Василь Рац           |  |     |
| ЗХ                   | 4  | Олег Кузнецов        |  |     |
| ЗХ                   | 3  | Сергій Балтача       |  |     |
| ПЗ                   | 2  | Андрій Баль          |  |     |
| ПЗ                   | 7  | Павло Яковенко       |  |     |
| ПЗ                   | 6  | Вадим Євтушенко      |  |     |
| ПЗ                   | 9  | Олександр Заваров    |  | 77' |
| НП                   | 10 | Ігор Бєланов         |  | 50' |
| НП                   | 11 | Олег Блохін          |  |     |
| Запасні:             |    |                      |  |     |
| ПЗ                   | 13 | Олексій Михайличенко |  | 50' |
| НП                   | 12 | Олег Морозов         |  | 77' |
| Головний тренер:     |    |                      |  |     |
| Валерій Лобановський |    |                      |  |     |

## Цікаві факти
- Своєрідним «співавтором» голу у ворота «Динамо» став зірковий нападник клубу Олег Блохін, завдяки трьом голам якого «динамівці» тріумфували у розіграші Суперкубка 1975 року. Вирішальний, як виявилося, для результату гри штрафний удар було призначено за порушення правил Блохіним на капітані «Стяуа» Тудорелі Стойці.
- Місцем проведення єдиної гри на Суперкубок Європи 1986 було обрано незадовго до того реконструйований Стадіон Луї II у Монако. З переведенням формату розіграшу Суперкубка УЄФА на єдину гру на нейтральному полі у 1998 році саме стадіон у Монако став традиційнім місцем проведення матчів за цей трофей.
- Гравцям «Стяуа» за перемогу у матчі було обіцяно по автомобілю Mercedes-Benz 190. У випадку перемоги радянських футболістів кожен з них міг розраховувати на преміальні у розмірі близько 600 доларів США. Натомість, програвши, «динамівці» отримали лише добові з розрахунку 6 доларів на день[3].